# Gare de Shin-Hakodate-Hokuto
La gare de Shin-Hakodate-Hokuto (新函館北斗駅, Shin-Hakodate-Hokuto-eki) est une gare ferroviaire de la ville de Hokuto, sur l'île de Hokkaidō au Japon. Cette gare est exploitée par la JR Hokkaido, et est desservie par le Shinkansen et une ligne classique. Autour de celle-ci, des aménagements urbains importants sont toujours en cours en lien (ou non) avec l'activité de la gare.

## Situation ferroviaire
La gare de Shin-Hakodate-Hokuto est située au point kilométrique (PK) 148,9 de la ligne Shinkansen Hokkaidō dont elle marque le terminus provisoire et au PK 17,9 de la ligne classique principale qui relie en particulier les villes suivantes : Hakodate au Sud et Sapporo au Nord.

## Historique
Inaugurée le 10 décembre 1902 sous le nom de gare de Hongō, elle est devenue gare de Oshima-Ōno en 1942. Depuis le 26 mars 2016, elle marque le terminus provisoire de la ligne Shinkansen Hokkaidō (extension de la ligne en chantier jusqu'à Sapporo avec une ouverture prévue fin mars 2031) sous le nom de gare de Shin-Hakodate-Hokuto.

## Service des voyageurs

### Accueil
La gare dispose d'un bâtiment voyageurs, avec guichets, ouvert tous les jours.

### Desserte
| 1      | ■ Ligne principale Hakodate (Hakodate Liner) | Hakodate                                                      |
| 2      | ■ Ligne principale Hakodate (trains express) | Oshamambe ・ Higashi-Muroran ・ Tomakomai ・ Sapporo Hakodate |
| 3・4   | ■ Ligne principale Hakodate (trains locaux)  | Ōnumakōen ・ Mori Goryōkaku ・ Hakodate                       |
| 11・12 | Ligne Shinkansen Hokkaidō                    | Shin-Aomori ・ Morioka ・ Sendai ・ Tokyo                     |
| 13     | voie non utilisée                            |                                                               |